# Leyritz-Moncassin
Leyritz-Moncassin település Franciaországban, Lot-et-Garonne megyében. Lakosainak száma 206 fő (2022. január 1.). Leyritz-Moncassin Razimet, Anzex, Calonges, Casteljaloux, Labastide-Castel-Amouroux, La Réunion, Sainte-Gemme-Martaillac, Villefranche-du-Queyran és Puch-d’Agenais községekkel határos.

## Népesség
A település népességének változása:
| Lakosok száma | 239  | 208  | 251  | 204  | 225  | 214  | 205  | 204  | 203  | 206  |
|               | 1968 | 1982 | 1990 | 2006 | 2013 | 2015 | 2017 | 2019 | 2020 | 2022 |